# Lechia Tomaszów Mazowiecki
RKS Lechia Tomaszów Mazowiecki (pełna nazwa: Robotniczy Klub Sportowy Lechia Tomaszów Mazowiecki) – polski klub sportowy z siedzibą w Tomaszowie Mazowieckim (województwo łódzkie), założony w listopadzie 1923 roku, oficjalnie zarejestrowany 16 czerwca 1925 roku. Klub posiada barwy zielono-czerwono-zielone i od początku istnienia prowadzi działalność sportową w różnych dyscyplinach.
Obecnie działa przede wszystkim jako klub piłkarski i siatkarski. Sekcja piłki nożnej funkcjonuje nieprzerwanie od momentu założenia klubu. Sekcja siatkówki została reaktywowana po II wojnie światowej i dynamicznie rozwijała się od lat 50. XX wieku. W przeszłości w klubie istniały także sekcje: tenisa stołowego, lekkiej atletyki, koszykówki,boksu , tenisa ziemnego oraz kajakarstwa

## Początki klubu i sekcja piłki nożnej[2]
RKS Lechia Tomaszów Mazowiecki powstał w listopadzie 1923 roku z inicjatywy Stanisława Borunia, Józefa Skrzypińskiego i Leona Drajlinga, którzy nadali klubowi nazwę „Lechia”. Pomysłodawcą i pierwszym prezesem był Zdzisław Kubicki – znany piłkarz lokalny, cieszący się dużą sympatią młodzieży. Klub został oficjalnie zarejestrowany 16 czerwca 1925 roku w Urzędzie Wojewódzkim w Łodzi pod nazwą „Robotniczy Klub Sportowy Lechia”.
W początkowych latach mecze rozgrywano w klasie B i C piotrkowskiego podokręgu Łódzkiego Związku Piłki Nożnej. Brak infrastruktury sprawiał, że zebrania klubowe odbywały się w prywatnych mieszkaniach lub portierniach fabryk, a zawodnicy grali w zwykłych trzewikach wzmacnianych metalowymi noskami. Klub dysponował jedynie koszulkami – pozostały sprzęt piłkarze musieli organizować we własnym zakresie.
W 1927 roku biskup łódzki Włodzimierz Tymieniecki poświęcił miejskie boisko przy ulicy Cichej, które stało się bazą zespołu. Obiekt miał minimalne wymiary boiska, bieżnię o długości 200 metrów i niewielką trybunę z miejscami stojącymi. Za korzystanie z boiska klub uiszczał opłatę w wysokości 5 złotych.
W 1928 roku instruktorem piłki nożnej został Julian Rychter. Rok później klub przeszedł pod opiekę Organizacji Młodzieżowej TUR, która zakupiła zawodnikom stroje sportowe oraz buty piłkarskie, pokrywała koszty transportu na mecze wyjazdowe i zapewniała posiłki regeneracyjne. Od tego czasu piłkarze Lechii podróżowali na mecze samochodem ciężarowym.
RKS Lechia i RKS OM TUR działały jako stowarzyszenia o charakterze sportowo-pluralistycznym – ich statuty nie przewidywały żadnych ograniczeń narodowościowych czy wyznaniowych. W tym samym czasie w Tomaszowie Mazowieckim funkcjonowały inne kluby sportowe, m.in. RKS Młot, TGS Sokół, Tomaszowianka, Victoria, HKS Czuwaj oraz TFJS (przekształcony później w Pilicę).
Zgłoszenie drużyny do rejestru Polskiego Związku Piłki Nożnej wiązało się z opłatą wpisową w wysokości 13 złotych oraz roczną składką w wysokości 25 złotych .
Pierwsza drużyna Lechii liczyła 17 zawodników. W podstawowym składzie grali: Eugeniusz Grimajzen (bramkarz), Zdzisław Kubicki (prawy obrońca, kapitan), Otto Kierst i Marian Mąkola (obrońcy), Stanisław Giełzak (lewy obrońca), Franciszek Nizler (prawy pomocnik), Jan Segiet (środkowy pomocnik), Kazimierz Borzyk (lewy pomocnik), Henryk Lasota (prawoskrzydłowy), Tadeusz Kaczmarow (środkowy napastnik) oraz Leon Drajling (lewoskrzydłowy). Zawodnikami rezerwowymi byli: Jan Banaszkiewicz, Edward Segiet, Eugeniusz Kubiś, Longin Marszałek, Roman Hoppe i Antoni Leser.
Rozwój międzywojenny
W drugiej połowie lat 30. XX wieku Lechia zaczęła odnosić pierwsze poważniejsze sukcesy sportowe. W 1931 roku drużyna zdobyła mistrzostwo klasy B podokręgu piotrkowskiego, jednak przegrała baraż o awans do klasy A z Widzewską Manufakturą 0:3. W tym samym roku zatwierdzono oficjalny herb klubu, zaprojektowany przez Henryka Kamińskiego – emblemat ten funkcjonuje do dziś.
W 1932 roku doszło do tragicznego wydarzenia – podczas ćwiczeń wojskowych na poligonie zmarli dwaj czołowi zawodnicy Lechii: Alfons Drajling i Stanisław Giełzak. Przyczyną było przypadkowe spożycie zatrutej wody ze studni.
W 1933 roku Lechia została sklasyfikowana na piątym miejscu w rankingu frekwencji klubów województwa łódzkiego według „Ilustrowanej Republiki”. Średnio 1560 widzów przychodziło na mecze, co było najwyższym wynikiem spośród klubów spoza Łodzi. To pokazywało, jak silną więź z lokalną społecznością miała Lechia.
W wyniku napiętej sytuacji organizacyjnej, powołano komisję mającą przeprowadzić kontrolę działalności Lechii. Do samej kontroli jednak nie doszło, gdyż ówczesny Zarząd podał się do dymisji. W odpowiedzi na to Łódzki Okręgowy Związek Piłki Nożnej nakazał zwołanie Walnego Zebrania Członków oraz przeprowadzenie wyborów nowych władz. W marcu 1933 roku prezesem klubu został wybrany zaledwie 23-letni Henryk Kamiński. Wśród nowych działaczy znalazł się także lokalny przemysłowiec Paul Kierst.
W 1933 roku w podokręgu łódzkim funkcjonowało ponad 30 drużyn piłkarskich. Większość z nich rozgrywała mecze na prowizorycznych boiskach, jednak Tomaszów Mazowiecki wyróżniał się na ich tle. Miasto mogło pochwalić się boiskiem głównym oraz dwoma placami treningowymi. Koszt wyposażenia jednej drużyny (14 zawodników) wynosił około 300 złotych (współcześnie ok. 3000 zł). W skład wyposażenia wchodziły: koszulka meczowa, spodenki, buty, skarpety, dwie siatki do bramek oraz trzy piłki z zapasowymi dętkami.Sprzęt sportowy dostępny był tylko w jednym miejscu – w sklepie E. Kuleszy przy ul. Św. Antoniego.
W marcu 1933 roku Lechia pokonała Tomaszowiankę 6:1 w meczu towarzyskim. Hat-tricka zdobył Leon Drajling, a pozostałe bramki strzelili Tadeusz Gadaj, Zygmunt Kadow i Mieczysław Pruszczyński. To właśnie wtedy uwagę kibiców przyciągnęło nazwisko Gadaj. Bracia Tadeusz i Mieczysław Gadajowie byli czołowymi zawodnikami Lechii w okresie międzywojennym. Obaj otrzymali powołania do reprezentacji Łodzi.30 września 1934 roku Tadeusz Gadaj zdobył trzy bramki w meczu reprezentacji Łodzi przeciwko Warszawie, który odbył się w Tomaszowie Mazowieckim i zakończył się wynikiem 4:1. Na jego cześć oraz jego brata obecny Stadion Miejski nosi ich nazwisko.
W maju 1934 roku rozegrano pierwszy mecz siatkówki między RKS Lechia a KS TFSJ. Lechia zwyciężyła 2:0, jednak rywalizacja miała charakter amatorski i rozwojowy.
1 maja 1935 roku zawodnicy Lechii: Roman Bąk, Kazimierz Elas i Tadeusz Gadaj zagrali w reprezentacji robotniczej okręgu łódzkiego przeciwko Widzewowi. 15 września 1935 roku Lechia zremisowała 3:3 z Reprezentacją Robotniczą Śląska w meczu towarzyskim.
Kolejne lata przyniosły coraz lepsze wyniki. W 1937 roku Lechia pokonała KKS Kalisz 2:1 w kluczowym meczu i zapewniła sobie awans do klasy A. Z okazji 15-lecia istnienia, w 1938 roku, klub zorganizował towarzyski mecz z Ruchem Chorzów, ówczesną potęgą polskiego futbolu. Spotkanie to było możliwe właśnie dzięki wsparciu prezesa Kiersta.
Lato 1939 roku to szczyt osiągnięć sportowych międzywojennej Lechii. Drużyna zdobyła mistrzostwo okręgu i po wielu latach starań miała szansę na awans do klasy A. Kierownik sportowy Feliks Kuczera wspominał, że po wygraniu klasy B, Lechia musiała zmierzyć się z innymi triumfatorami tych rozgrywek. Decydujący mecz rozegrano 13 sierpnia 1939 roku w Łodzi z RTS Widzewem. Spotkanie zakończyło się bezbramkowym remisem, który premiował Lechię i zapewnił jej historyczny awans.
Radość szybko została zmącona przez dramatyczne wydarzenia. Po ostatnim gwizdku niezadowoleni kibice Widzewa wtargnęli na boisko i zaatakowali zawodników oraz sztab Lechii. Tomaszowianie musieli ratować się ucieczką do szatni, gdzie zabarykadowali się na długie minuty, czekając na interwencję policji. W międzyczasie pseudokibice zdemolowali klubowy autokar. Ostatecznie zawodnicy opuścili stadion pod eskortą dwóch policyjnych radiowozów.
Po powrocie do Tomaszowa Mazowieckiego zespół został przywitany jak bohaterowie. Mieszkańcy i kibice Lechii owacyjnie powitali piłkarzy, a świętowanie awansu trwało do późnych godzin nocnych. Skład drużyny, która wywalczyła awans do klasy A, tworzyli: Eugeniusz Hibowski, Stanisław Dębski, Marian Pawłowski, Władysław Nowak, Rudolf Janecki, Mieczysław Gadaj, Zygfryd Janecki, Franciszek Białkowski, Werner Muskała, Tadeusz Gadaj, Mieczysław Pruszczyński, Marian Gadaj, Franciszek Orłowski, Hubert Nowakowski, Tadeusz Tokarski, Zenon Wiecha.
Częste kontuzje kończyły się kalectwem. Bramkarz Mieczysław Bąk został inwalidą, Julian Rychter zakończył karierę po złamaniu nogi, a Zbigniew Turski także doznał skomplikowanego złamania, które uniemożliwiło mu dalszą grę.
Kadrę zespołu stanowili m.in.:
Roman Bąk, Georg Boettig (późniejszy zbrodniarz wojenny), Stanisław Cichosz, Leon i Alfons Drajling, Kazimierz Elas, Wacław Elas, Mieczysław i Tadeusz Gadaj, Ryszard Hibner, Józef Kaczmarek, Henryk Kamiński, Zygmunt Kadow, Bolesław Kozarewski, Feliks i Marian Kuczera, Tadeusz Osiński, Ryszard Pruski, Mieczysław Pruszczyński, Kazimierz Surowiecki, Kazimierz Ulikowski, Henryk Rozpędowski, Józef Biernacki, Zenon Gorzelak, Michał Karnkowski, Władysław Szymański, Zygmunt Michalski, Mieczysław Nieśpiał, Stefan Sęk, Stanisław Gielzak, Jerzy Głodo, Józef Byczek, Franciszek Orłowski, Józef Kamiński i Franciszek Widerowski.
Zarząd w latach 1935–1939
Prezes: Paul Kierst Wiceprezes: Ryszard Troizt Sekretarz: Marian Żebrowski Skarbnik: Mieczysław Dymarski Gospodarz: Kazimierz Rybiński Kierownik sportowy: Feliks Kuczera Członkowie zarządu: Jan Segiet, Henryk Rozpędowski, Ryszard Wollerman
W tym czasie Lechia zaczęła ściągać zawodników ze Śląska, oferując im pracę i mieszkanie w Tomaszowie Mazowieckim. Jak wspominał Mieczysław Gadaj – to był przełomowy moment w historii klubu.

### II wojna światowa[4]
Sezon 1939 miał być nowym początkiem. Lechia, świeżo po historycznym awansie do klasy A, miała zainaugurować rozgrywki 3 września 1939 roku w Tomaszowie Mazowieckim meczem z ŁKS Łódź. Spotkanie to jednak nigdy się nie odbyło – dwa dni wcześniej hitlerowskie Niemcy napadły na Polskę, rozpoczynając II wojnę światową. Marzenia o sportowej rywalizacji i dalszym rozwoju zostały brutalnie przerwane.
Wojna natychmiastowo sparaliżowała działalność klubu. Marzenia o dalszym rozwoju zostały zniszczone. Lechia poniosła olbrzymie straty — zarówno wśród zawodników, jak i działaczy oraz kibiców. Szczególnie tragiczny epizod dotyczył Georga Beottiga, byłego zawodnika Lechii, który w kwietniu 1939 roku zbiegł do III Rzeszy, a później jako funkcjonariusz niemiecki wrócił do Tomaszowa. Beottig zdradził swoich dawnych kolegów — wyłapywał ich, katował i mordował.
Wielu lechistów zaangażowało się w działalność konspiracyjną. Do Polskiego Związku Powstańczego należeli m.in. Zenon Gorzelak i Julian Rychter. Działacze tacy jak Jan Michalak, Marian Gadaj, Stanisław Cichosz, Marian Kuczera, Wacław Marasek, Zygmunt Michalski i Czesław Moruś wstępowali do oddziałów mjr. Henryka Dobrzańskiego „Hubala”.
Nawet w najcięższych warunkach duch sportu nie zgasł. W obozie koncentracyjnym Gross-Rosen w piłkę nożną grali bracia Marian, Władysław i Mieczysław Gadajowie, Ryszard Hibner oraz Czesław Moruś. Zawody rozgrywano z innymi więźniami, często byłymi piłkarzami czołowych polskich klubów.
Na terenie Tomaszowa Mazowieckiego również kontynuowano rozgrywki piłkarskie — mimo zakazu władz okupacyjnych. Spotkania z drużynami z Piotrkowa Trybunalskiego i Sulejowa odbywały się na bosaka, z zawodnikami grającymi w spodenkach zrobionych z prześcieradeł.
Cały sprzęt sportowy Lechii został zrabowany przez Niemców. Tylko najwierniejsi sympatycy klubu przechowali jego szczątki, ryzykując życie. Wszystkie boiska piłkarskie zostały zniszczone. Miejskie boisko znalazło się na terenie getta, a przy szosie piotrkowskiej Wehrmacht wybudował stadion wyłącznie dla Niemców.
Wojna zabrała Lechii kwiat całego pokolenia. Zginęli:
- Roman Bąk
- Józef Biernacki
- Stanisław Cichosz
- Kazimierz Elas
- Mieczysław Gadaj
- Tadeusz Gadaj
- Stefan Grabowski
- Józef Kaczmarek
- Zygmunt Kadow
- Henryk Kraksa
- Marian Kuczera
- Alfred Lipiński
- Władysław Marciniak
- Zygmunt Michalski
- Franciszek Orłowski
- Tadeusz Osiński
- Stefan Sęk
- Józef Skrzypiński
- Władysław Szymański
- Kazimierz Borzyk
- Tadeusz Tokarski
- Marian Mąkola

To ich imiona i nazwiska powinny być wyryte w historii nie tylko Lechii, ale i Tomaszowa Mazowieckiego. Każdy z nich miał marzenia, buty do gry, znajomych z boiska – i każdy z nich zapłacił najwyższą cenę.

## Sekcja piłkarska

### Historia powojennego klubu i nazewnictwo[5][6][7][8][9][10]
Działania wojenne spowodowały ogromne straty, począwszy od infrastruktury i sprzętu sportowego, aż po ludzkie tragedie – śmierć wielu zawodników i działaczy Lechii.
Pierwszy mecz po wyzwoleniu Tomaszowa Mazowieckiego odbył się w wielkanocny poniedziałek, 2 kwietnia 1945 roku. Lechia zmierzyła się wtedy z drużyną Szkoły Oficerów Piechoty. Skład drużyny był jeszcze mocno okrojony – na boisko wybiegli m.in.: Czesław Błaszczyk, Eugeniusz Hibowski, Stefan Jankowski, Marian Śmiałek, Władysław Nowak, Seweryn Szusterowski, Tadeusz Frankowski, Franciszek Białkowski, Józef Byczek, Kazimierz Ulikowski, Stanisław Siąkowski, Adam Rybak.
RKS Lechia była pierwszym klubem w Tomaszowie, który został reaktywowany. Zawdzięczała to zaangażowaniu trzech osób: Mieczysławowi Dymarskiemu, Marianowi Śmiałkowi i Edwardowi Segietowi. To oni przechowywali większość ruchomego majątku klubowego i rozpoczęli odbudowę. Dymarski, ze względu na swoje poglądy i zaufanie władz, został doradcą ds. młodzieży i sportu, co umożliwiło mu skuteczniejsze działanie na rzecz Lechii.
Jednym z pierwszych działań było przekazanie klubowi restauracji mieszczącej się przy ul. św. Antoniego 1/3, potocznie nazywanej „tramwajem”. Funkcjonowała ona pod szyldem „Restauracja Lechii” i była oficjalną siedzibą klubu do 1949 roku. Dochody z jej działalności stanowiły solidne zaplecze finansowe dla odbudowującej się Lechii.
12 sierpnia 1945 roku odbyło się pierwsze powojenne Walne Zebranie Członków RKS Lechia, na którym wybrano nowe władze klubu:
- Prezes: Jan Sokołowski
- I Wiceprezes: Zygmunt Warda
- II Wiceprezes: Tadeusz Ulikowski
- Sekretarz: Stanisław Boruń
- Skarbnik: Mieczysław Dymarski
- Członkowie zarządu: Henryk Rozpędowski, Feliks Kuczera, Mieczysław Socha, Kazimierz Rybiński, Jan Pomierny

Już we wrześniu 1945 roku rozegrano pierwsze powojenne mecze z lokalnymi drużynami: WKS Artylerzysta i KS OM Tur. Odrodzenie sportu, szczególnie piłki nożnej, przebiegało bardzo dynamicznie. 9 października 1945 roku "Dziennik Łódzki" informował o siedmiu klubach z regionu, które wznowiły działalność: Concordia, Ruch oraz Tur z Piotrkowa Trybunalskiego, MKS Moszczenica i trzy tomaszowskie zespoły – Lechia, Artylerzyści i TUR.
Z inicjatywy działaczy RKS Lechia reaktywowano Podokręg Piotrkowsko-Tomaszowski Łódzkiego Okręgowego Związku Piłki Nożnej. Jednym z pierwszych przedsięwzięć było zorganizowanie rozgrywek o Puchar Wicewojewody Łódzkiego Stefana Szudzińskiego. Na podstawie wyników tych spotkań ustalano przynależność zespołów do odpowiednich klas rozgrywkowych.
W klasie A (okręgowej) znalazło się 10 drużyn, z czego 7 posiadało klasę A już przed wybuchem wojny: Concordia Piotrków Trybunalski, Lechia Tomaszów Mazowiecki, PTC Pabianice, ŁKS Łódź, TUR Łódź, Widzew Łódź oraz KP Zjednoczone Łódź. Do nich dołączyły TUR Kutno, Centralna Szkoła Oficerów Polityczno-Wychowawczych oraz KS Kolejarz Łódź.
W pierwszym powojennym sezonie ligowym 1945/46 Lechia Tomaszów Mazowiecki rywalizowała w klasie A okręgu łódzkiego. Był to czas odbudowy struktur piłkarskich w regionie po zniszczeniach wojennych, a także intensywnej reaktywacji klubów sportowych.
Lechia zakończyła rozgrywki na siódmym miejscu w tabeli. Mistrzem klasy A został ŁKS Łódź, który zapewnił sobie awans, natomiast ostatnie, dziesiąte miejsce zajął TUR Kutno.
W sezonie tym klub wystawiał dwie drużyny – pierwszy zespół oraz rezerwy Lechia II. Kadra była mocno zróżnicowana wiekowo i składała się zarówno z zawodników przedwojennych, jak i młodzieży wychowywanej jeszcze w czasie okupacji.
W sezonie 1945/46 Lechia zajęła 7. miejsce. Rozgrywki wygrał ŁKS Łódź, a ostatnie miejsce zajął TUR Kutno. W rozgrywkach występowali zawodnicy Lechii oraz drugiego zespołu (Lechii II), m.in.:
Lechia I:
Czesław Błaszczyk, Eugeniusz Hibowski, Wacław Kwiatkowski, Mieczysław Błaszczyk, Władysław Gadaj, Henryk Galanty, Władysław Nowak, Mirosław Chałubiński, Marian Gadaj, Marian Śmiałek, Stanisław Siąkowski, Franciszek Białkowski, Józef Byczek, Jan Kierak, Jan Namysław.
Lechia II:
Zygmunt Chałubiński, Kazimierz Sabat, Zygmunt Suchoń, Włodzimierz Suchoń, Bolesław Śmigielski, Eugeniusz Furgalski, Kazimierz Jeremi, Zdzisław Komar, Tadeusz Szymański.
Przed sezonem 1946/47 nastąpiły zmiany w zarządzie klubu. W jego skład weszli:
Jan Sokołowski – prezes
Jan Segiet – I wiceprezes
Henryk Rozpędowski – II wiceprezes,
Franciszek Widerski – sekretarz, 
Mieczysław Dymarski – skarbnik,
Feliks Kuczera– kierownik sportowy
Mieczysław Socha – kronikarz,
Bolesław Kozerawski – członek. 
Lechia zakończyła sezon na 3. miejscu. Rozgrywki wygrał Widzew Łódź, ostatnie miejsce zajęła COSP-W Łódź.
W sezonie 1947/48 Lechia zajęła 7. miejsce. Awans do wyższej ligi uzyskało PTC Pabianice. W kwietniu 1948 roku w Sosnowcu rozegrano mecz reprezentacji Śląska i Łodzi, zakończony zwycięstwem łodzian 4:3. W drużynie wystąpili zawodnicy Lechii: Władysław Gadaj i Eugeniusz Furgalski. W maju 1948 roku odbył się mecz Łodzi z Bratysławą zakończony remisem 2:2 – w bramce wystąpił Zdzisław Komar.
W dniach 24–26 lipca 1948 roku klub zorganizował uroczystości z okazji 25-lecia istnienia. Obchody zakończyły się meczem towarzyskim z Lechią Gdańsk – beniaminkiem I ligi. Spotkanie zakończyło się porażką tomaszowian 1:11.
W kolejnych latach Lechia kontynuowała grę w klasie A. 20 maja 1949 roku podczas meczu ze Stalą Radomsko doszło do poważnych zamieszek – miejscowi chuligani wtargnęli na boisko i pobili kilku piłkarzy Lechii. Interweniowała Milicja Obywatelska, aresztując 12 osób.
Sezon 1948/49 Lechia zakończyła na ostatnim, 9. miejscu. Klub uniknął degradacji dzięki połączeniu ze Związkowcem. Osłabienie kadrowe było znaczące – odeszli m.in. Władysław Gadaj, Marian Gadaj i Wacław Kwiatkowski, którzy przeszli do Gryfa Słupsk. W grudniu 1950 roku Związkowiec połączył się ze Spójnią.
W 1952 roku Lechia Tomaszów Mazowiecki osiągnęła jeden ze swoich najlepszych wyników w historii, zajmując 9. miejsce w II lidze. Był to ważny moment, który podkreślił rosnący potencjał drużyny na tle krajowej piłki i pokazał, że klub zasługuje na dalszy rozwój i inwestycje, zwłaszcza w infrastrukturę sportową.
W styczniu 1955 roku Spójnia połączyła się z KS Ogniwo, tworząc klub o nazwie Sparta, który trzy miesiące później przyjął nazwę Tomaszowski Klub Sportowy Sparta-Lechia.W lutym 1957 roku klub połączył się z ZKS Włókniarz, przywracając historyczną nazwę RKS Lechia.
W sezonach 1953–1954 Spójnia występowała w III lidze, zajmując miejsca w środku tabeli. Podobne wyniki osiągała RKS Lechia w kolejnych latach.
Na Walnym Zebraniu Członków klubu wybrano nowy Zarząd:
- Prezes: Eugeniusz Zieliński
- Wiceprezes ds. sportowych: Henryk Anczarski
- Wiceprezes ds. administracyjno-finansowych: Zdzisław Kowalski
- Skarbnik: Witold Butkus
- Sekretarz: Marian Osiński
- Gospodarz: Stanisław Goździk

Członkowie zarządu:
- Tadeusz Psut
- Ryszard Paczutkowski
- Konstanty Dulewicz
- Mirosław Łandwijt
- Jan Jaśkowski

W czerwcu 1957 roku juniorzy Lechii zdobyli mistrzostwo Łódzkiego Okręgowego Związku Piłki Nożnej i awansowali do rozgrywek o Mistrzostwo Polski Juniorów. Po remisie 1:1 w Warszawie z Polonią, w rewanżu w Tomaszowie wygrali 4:3, awansując do ćwierćfinału, gdzie wyeliminowali Warmię Olsztyn. W półfinale ulegli Lechii Gdańsk. Mecz ten zgromadził na trybunach ponad 5 tysięcy widzów.
W 1958 roku podczas obchodów 35-lecia klubu Lechia otrzymała nowy sztandar, ufundowany przez mieszkańców Tomaszowa Mazowieckiego.
19 lipca 1959 roku uroczyście otwarto stadion przy ulicy Nowowiejskiej, gdzie odbyły się oficjalne uroczystości. Podczas nich prezes Eugeniusz Zieliński wręczył pamiątkowy proporzec Janowi Gadajowi, który był ojcem czterech synów zasłużonych dla klubu.
W sezonie 1960 w rozgrywkach klasy A odbyły się derbowe mecze pomiędzy Lechią a Pilicą Tomaszów Mazowiecki. Lechia wygrała pierwszy mecz 2:1 na wyjeździe, a rewanż zakończył się bezbramkowym remisem. Spotkania cieszyły się dużym zainteresowaniem, na trybunach pojawiło się ponad 5 tysięcy widzów.
W 1960 roku Wydział Gier i Dyscypliny Łódzkiego Okręgowego Związku Piłki Nożnej podjął decyzję, że decydujący mecz o awans do III ligi pomiędzy Lechią a Pilicą Tomaszów Mazowiecki zostanie rozegrany na neutralnym stadionie w Łodzi. 6 sierpnia na stadionie w stolicy województwa pojawiło się ponad 3 tysiące kibiców z Tomaszowa. Spotkanie zakończyło się zwycięstwem Pilicy 1:0, co zapewniło jej awans do wyższej klasy rozgrywkowej. Kilka dni po tym meczu zmarł nagle w wieku 50 lat Henryk Kamiński, zasłużony zawodnik i działacz RKS Lechia.
Druga połowa lat 50. była okresem dynamicznego rozwoju sekcji piłki siatkowej w RKS Lechia. Po połączeniu w 1957 roku TKS Lechia-Sparta oraz KS Włókniarz do Lechii dołączyli najlepsi siatkarze Włókniarza, a szkolenie zespołu przejął trener Klemens Frąckiewicz. W sezonie 1957 seniorzy Lechii zajęli III miejsce w klasie A, natomiast rok później juniorzy zdobyli wicemistrzostwo Polski, a drużyna seniorów awansowała do ligi okręgowej.
W sezonie 1962/1963 piłkarze RKS Lechia Tomaszów Mazowiecki zajęli wysokie, czwarte miejsce w III lidze, ustępując jedynie zespołom Włókniarza Łódź, Widzewa Łódź i Włókniarza Pabianice.
3 marca 1964 roku na Walnym Zebraniu Sprawozdawczo-Wyborczym wybrano nowy zarząd klubu:
- Prezes: Eugeniusz Zieliński
- Wiceprezes ds. finansowych: Edward Segiet
- Wiceprezes ds. sportowych: Czesław Goliński
- Wiceprezes ds. administracyjno-gospodarczych: Bronisław Pawłowski
- Sekretarz: Michał Hibner
- Skarbnik: Henryk Pietruszczak
- Inni członkowie zarządu: (nie wymienieni z nazwiska)

10 lipca 1964 roku Lechia rozegrała towarzyski mecz z włoskim klubem FC Parma Fidenza, przegrywając 1:3. Jedyną bramkę dla Lechii zdobył Andrzej Kłosiński.
Po sezonie 1964/1965 Lechia zajęła przedostatnie miejsce w III lidze i spadła do niższej klasy rozgrywkowej. W latach 1963–1965 w drużynie występowali m.in.: Ireneusz Buda, Henryk Bledziewski, Wiesław Czapnik, Wojciech Gadaj, Zdzisław Janakiewicz, Andrzej Kłosiński, Henryk Myśliwiec, Kazimierz Macuda, Jan Ozimowski, Henryk Piasny, Stefan Polak, Kazimierz Szewczyk, Tadeusz Staroń oraz Zbigniew Wochna.
Po sezonie 1965/1966 Lechia zajęła drugie miejsce w klasie A, ustępując jedynie Skrze Bełchatów, która uzyskała awans.
14 lipca 1967 roku odbyło się Walne Zebranie Sprawozdawczo-Wyborcze, podczas którego do zarządu klubu weszli przedstawiciele wszystkich sekcji sportowych działających w RKS Lechia:
- Prezes: Stanisław Sachacki
- Wiceprezes ds. sportowych: Zdzisław Kowalski
- Wiceprezes ds. administracyjno-gospodarczych: Bronisław Pawłowski
- Wiceprezes ds. finansowych: Tadeusz Kobędza
- Sekretarz: Stefan Kowal

- Skarbnik: Edward Kapała

W skład zarządu weszli również opiekunowie poszczególnych sekcji, m.in. Kazimierz Orłowski (lekka atletyka), Mirosław Łandwijt (boks), Jerzy Mokwiński i Henryk Galanty (piłka nożna), Czesław Lisowski (szachy), Tadeusz Głowiński (koszykówka), Eugeniusz Zieliński (kajakarstwo) oraz Wiktor Rodzeń (podnoszenie ciężarów).
W rozgrywkach ligowych sezonu 1967/1968 piłkarze Lechii zajęli ostatnie, dwunaste miejsce w klasie A, co spowodowało spadek do klasy B. Po roku awansowali ponownie do klasy A, a w sezonie 1968/1969 zdobyli pierwsze miejsce i awansowali do ligi okręgowej. W pierwszym sezonie w lidze okręgowej zajęli drugie miejsce, ustępując jedynie Widzewowi Łódź. W kolejnych sezonach utrzymywali się w środku tabeli, a po sezonie 1971/1972 wygrali ligę okręgową i awansowali do ligi międzywojewódzkiej.

### Piłkarski szczyt
Największy sukces osiągnięto w sezonie 1952, kiedy drużyna występowała w II lidze (jako Spójnia) i zajęła 9. miejsce.

### XXI wiek i współczesność
Po odrodzeniu jako KP RKS Lechia 1923, w sezonie 2012/2013 awansowano do III ligi, gdzie klub grał nieprzerwanie do dziś, plasując się w grupie centralno-wschodniej III ligi.Klub czterokrotnie wygrał Puchar Polski Łódzkiego ZPN: w sezonach 2012/13, 2013/14, 2015/16, 2024/2025

## Infrastruktura[17]
Stadion Miejski im. Braci Gadajów to główny obiekt sportowy Tomaszowa Mazowieckiego, położony niemal w samym sercu miasta, nad rzeką Wolbórką. Może pomieścić ok. 1008 widzów, a jego trybuny – w barwach lokalnej Lechii (czerwień i zieleń) – rozlokowane są po wschodniej i zachodniej stronie boiska. Zachodnia trybuna, odnowiona w 2019 roku, oferuje zadaszone miejsca (ok 300 miejsc),  w tym sektor gości, oraz bardziej komfortowe, składane siedziska w centralnej części. Po stronie wschodniej znajdują się dwie metalowe, przenośne trybuny.
Boisko otacza szutrowa bieżnia lekkoatletyczna, a na południowym łuku zainstalowano elektroniczną tablicę wyników. Za nim stoi hala sportowa z zapleczem, barem i hotelem. W sąsiedztwie obiektu znajdują się również korty tenisowe oraz pełnowymiarowe boisko boczne ze sztuczną nawierzchnią i trybuną na 896 miejsc, otwarte w styczniu 2014 roku.

### Obecny stan i infrastruktura
W skład kompleksu sportowego przy Nowowiejskiej wchodzą:
- Boisko główne (trawiasta nawierzchnia, wymiary 104×70 m)
- Dwie płyty treningowe z naturalną nawierzchnią (boisko duże i małe)
- Boisko ze sztuczną nawierzchnią i trybuną na 896 miejsc, oddane do użytku 14 stycznia 2014
- Hala sportowa z zapleczem, barem i hotelem
- Korty tenisowe

### Modernizacja 2024/2025[19][20]
W 2025 roku zakończono I etap kompleksowej przebudowy Stadionu Miejskiego im. Braci Gadajów. W jego ramach obiekt zyskał:
- nowoczesne oświetlenie całego boiska,
- nową trawiastą murawę z systemem nawadniania i drenażu,
- pełnowymiarową bieżnię lekkoatletyczną,
- bieżnię rozgrzewkową, a także skocznie, rzutnie i inne strefy dla lekkoatletów,
- nowe ogrodzenie terenu,
- oraz nowoczesny telebim z infrastrukturą techniczną.

To największa modernizacja stadionu od czasu jego powstania w 1959 roku. Zmienia ona obiekt w nowoczesne centrum sportowe, odpowiadające zarówno potrzebom piłkarzy, jak i lekkoatletów, z pełnym zapleczem do organizacji zawodów na wysokim poziomie.
Druga faza modernizacji Stadionu Miejskiego im. Braci Gadajów wystartuje w III kwartale 2025 roku. Zakres prac będzie równie ambitny i jeszcze bardziej rozbudowany. W ramach inwestycji powstaną:
- nowa, wielofunkcyjna trybuna od strony ul. Nowowiejskiej,
- pełne zaplecze socjalno-sportowe z szatniami, pomieszczeniami dla sędziów i zapleczem technicznym,
- nowoczesna hala sportowa z funkcjami treningowymi i turniejowymi,
- elementy miejskiego systemu identyfikacji wizualnej – Systemu Informacji Miejskiej (SIM).

Całe przedsięwzięcie realizowane będzie w formule hybrydowej – częściowo na podstawie uzyskanych pozwoleń na budowę (m.in. hala), a częściowo w oparciu o Program Funkcjonalno-Użytkowy (PFU) (stadion, ul. Ligi Morskiej, SIM).
Wartość inwestycji to 90 milionów złotych, z czego 30 mln zł pochodzi z rządowego Programu Inwestycji Strategicznych „Polski Ład”.

### Opis obecnej infrastruktury stadionu (po I etapie przebudowy)[21][22]
- Pojemność: 1008 miejsc siedzących   (w tym 999 udostępnionych; trybuny w trakcie przebudowy)
- Wymiary boiska głównego: 104 × 70 m
- Nawierzchnia: naturalna trawa, zmodernizowana w 2024 roku
- Oświetlenie: pełne, nowoczesne – uruchomione w 2024
- Tablica wyników: cyfrowy telebim
- Bieżnia lekkoatletyczna: pełnowymiarowa, nowa (2024)
- Bieżnia rozgrzewkowa: również nowa – wraz z rzutniami, skoczniami i strefami LA

### Obiekty towarzyszące na terenie kompleksu
- 2 boiska trawiaste (pełnowymiarowe i mniejsze)
- Boisko sztuczne z trybuną na 896 miejsc (oddane do użytku w 2014)
- Korty tenisowe
- Hala sportowa (istniejąca – planowana przebudowa)
- Bar i hotel

Choć Wikipedia i inne źródła wciąż podają historyczną pojemność stadionu na poziomie ok. 8000 miejsc – z czasów wałów ziemnych, „stania na płocie” i kultowych meczów z lat 70. i 80. – to obecnie realna liczba dostępnych miejsc siedzących wynosi niespełna 1000. To najlepiej pokazuje skalę zmian oraz uzasadnia potrzebę dalszej modernizacji, która już trwa.

### Historia stadionu[17][23]
Oficjalne otwarcie stadionu nastąpiło 19 lipca 1959 roku. Obiekt nosił wtedy nazwę „Stadion Sportowy XV-lecia PRL”. Już w dniu inauguracji, obok głównej płyty boiska, do użytku oddano także halę sportową, zlokalizowaną za południowym łukiem stadionu.
Na początku XXI wieku stadion zyskał nowego patrona – Braci Gadajów: Tadeusza, Mieczysława i Mariana. Cała trójka to legendy Lechii Tomaszów Mazowiecki z okresu międzywojennego. Ich ogromny wkład w rozwój tomaszowskiej piłki nożnej sprawił, że to właśnie im dedykowano główny obiekt sportowy w mieście.
Plany modernizacji stadionu pojawiały się od lat, ale realne działania ruszyły w 2016 roku. Na początek rozebrano wschodnią trybunę wraz z wałem ziemnym – na jego miejscu postawiono metalowe sektory, które miały być tymczasowe i docelowo przeniesione na nowy stadion przy ul. Strzeleckiej. W 2019 roku kompleksowy lifting przeszła trybuna zachodnia, a modernizację przeprowadziła firma Hoben (wschodnią stroną wcześniej zajmował się Doublet-Polflag).
Dziś stadion pozostaje domem dla piłkarzy Lechii Tomaszów Mazowiecki. W sezonie 2011/2012 gościł również mecze Ekstraligi kobiet, w której występowała drużyna MUKS Tomaszów Mazowiecki.

## Akademia piłkarska
Akademia Piłkarska powstała w 2012 roku. Obecnie działa struktura szkoleniowa obejmująca ok. 300 młodych piłkarzy, a od 2025 do pierwszej drużyny dołączyło siedmiu wychowanków. Akademia kładzie nacisk na przygotowanie techniczno‑taktyczne, mentalne i motoryczne zawodników.

## Sukcesy
- 9. miejsce w II lidze – 1952[1]
- Puchar Polski – Łódzki ZPN – 2012/13[13], 2013/14[14], 2015/16[15], 2024/25[16]

## Historia nazwy[1]
- 1923: RKS Lechia
- 1949: KS Spójnia
- 1954: Terenowe Koło Sportowe ZS Sparta-Lechia, połączenie ZS Spójnia i ZS Ogniwo
- 1956: RKS Lechia, połączenie ZS Sparta i ZS Włókniarz
- 2004: KP RKS Lechia 1923
- 2019: KS Lechia 1923